# Kupina kamenjarka
Kupina kamenjarka (malina kamenjarka, kamenica, lat. Rubus saxatilis), biljna vrsta iz porodice ružovki, raširena je po Euroaziji, uključujući i sadašnje države na području nekadašnje Jugoslavije, i nadalje u Sjevernoj Americi i na Grenlandu.
Kupina kamenjarka je zeljasta trajnica, uspravne ili puzajuće stabljike, prekrivene malim trnovima, listova naizmjeničnih i trodjelnih, dvospolnih malih cvjetova i kiselkastih jestivih plodova.
Plod dozrijeva u srpnju i kolovozu, može se jesti sirov i termički obrađen, a služi i za izradu sokova, kompota i sirupa.